# 马金元
马金元（1974年10月—），宁夏海原人。男，回族。

## 生平
1998年7月参加工作，1993年1月加入中国共产党。宁夏大学中文系毕业，中共中央党校在职研究生班政治学专业研究生学历。1994年9月，在宁夏大学中文系学习。曾任自治区政协办公厅秘书处科员、副主任科员、副处级秘书，自治区党委宣传部研究室(教育处)副主任，自治区团委统战部副部长、部长，自治区团委副书记等职。2008年6月，任中共固原市委常委、组织部部长。2012年6月，任中共固原市委常委、泾源县委书记。2013年4月，任共青团宁夏回族自治区委书记。2015年5月，任宁夏回族自治区林业厅厅长。2018年2月，改任宁夏回族自治区人民政府副秘书长、办公厅主任。2022年1月，任宁夏回族自治区人民政府秘书长。